# Teaching Mrs. Tingle
Teaching Mrs. Tingle is een Amerikaanse zwarte komedie/Thriller, geregisseerd door Kevin Williamson. Voor Williamson, die eveneens het script schreef, was de film zijn regiedebuut. De hoofdrollen worden vertolkt door Helen Mirren, Katie Holmes, Marisa Coughlan, Barry Watson and Jeffrey Tambor.

## Verhaal
Studente Leigh Ann wil kostte wat het kost hoge cijfers halen op school zodat ze na haar studie snel haar stad kan verlaten, maar haar sadistische geschiedenisdocente Mrs. Tingle gooit voortdurend roet in het eten. Medestudent Luke slaagt erin een kopie van een aankomend tentamen te bemachtigen en wil die aan Leigh Ann geven zodat ze gericht kan studeren. Ann slaat dit echter af omdat ze niet op zo’n manier wil slagen. Luke stopt het papier daarom buiten Anns weten in haar rugzak.
Ann wordt met het document betrapt door Mrs. Tingle, die dreigt haar van school te sturen. Die nacht gaan Luke en Jo Lynn naar haar huis om haar te vertellen dat het hun schuld was, maar Mrs. Tingle weigert hen te geloven. In een wanhoopspoging haalt Luke een kruisboog tevoorschijn. In een worsteling hem het ding af te nemen wordt Mrs. Tingle per ongeluk bewusteloos geslagen, waarna de studenten haar vastbinden aan haar bed.
De volgende dag laat Jo Lynn de schooldirectie denken dat Mrs. Tingle ziek is om zo wat tijd te winnen. Ondertussen wordt meer duidelijk over Mrs. Tingle. Ze haat Leigh Ann blijkbaar omdat zij, in tegenstelling tot haarzelf, wel de mogelijkheid zal hebben ooit hun kleine stadje te verlaten en het te gaan maken in het leven. Mrs. Tingle speelt ondertussen in op Jo Lynn en laat haar denken dat Leigh Ann een relatie heeft met Luke. Dit lijkt te werken daar Jo Lynn nu op school Leigh Ann begint te negeren en Luke voor zichzelf probeert te winnen.
Uiteindelijk, wanneer Leigh Ann, Luke en Jo Lynn allemaal in haar huis zijn, weet Mrs. Tingle te ontsnappen. Ze probeert Leigh Ann neer te schieten met de kruisboog, maar treft studente Trudie Tucker die net binnenkwam. Ook schooldirecteur Potter arriveert om te kijken hoe het met Mrs. Tingle gaat, en ontdekt alles. Mrs. Tingle wordt ontslagen als lerares.

## Rolverbezetting
| Acteur             | Personage                       |
| ------------------ | ------------------------------- |
| Helen Mirren       | Mrs. Eve Tingle                 |
| Katie Holmes       | Leigh Ann Watson                |
| Jeffrey Tambor     | Coach Richard 'Spanky' Wenchell |
| Barry Watson       | Luke Turner                     |
| Marisa Coughlan    | Jo Lynn Jordan                  |
| Liz Stauber        | Trudie Tucker                   |
| Michael McKean     | Principal Potter                |
| Lesley Ann Warren  | Mrs Faye Watson                 |
| Molly Ringwald     | Miss Banks                      |
| Vivica A. Fox      | Miss Gold                       |
| John Patrick White | Brian Berry                     |
| Robert Gant        | Professor                       |

## Achtergrond
De film droeg de werktitel Killing Mrs. Tingle, maar dit werd veranderd omdat na het Bloedbad op Columbine High School de discussie over tienergeweld in films sterk was opgelaaid.
De film kreeg voornamelijk negatieve reacties van critici en kijkers. Op Rotten Tomatoes gaf 19% van de recensenten de film een goede beoordeling. Roger Ebert vergeleek de film met Election, en vond dat in vergelijking met die film Teaching Mrs. Tingle in het niet viel vanwege het gebrek aan sympathieke personages.
De film bracht in het openingsweekend 3,3 miljoen dollar op, goed voor een 10e plaats in de Noord-Amerikaanse box office.

## Prijzen en nominaties
In 2000 werd Teaching Mrs. Tingle genomineerd voor vier prijzen:
- De Saturn Award voor beste horrorfilm
- De MTV Movie Award voor beste kus (Katie Holmes, Barry Watson)
- De Teen Choice Award voor Film - Choice Chemistry (Katie Holmes, Barry Watson)
- De Teen Choice Award voor Film - Choice Sleazebag (Helen Mirren)